# Parectromoidella lowelli
Parectromoidella lowelli är en stekelart som först beskrevs av Girault 1922.  Parectromoidella lowelli ingår i släktet Parectromoidella och familjen sköldlussteklar. Inga underarter finns listade i Catalogue of Life.